# EROSITA
eROSITA è un telescopio spaziale per osservazione astronomica nei raggi X costruito dal Max Planck Institute for Extraterrestrial Physics (MPE) in Germania. Insieme al telescopio russo per raggi X, l’Astronomical Roentgen Telescope X-ray Concentrator (ART-XC) costituisce l'osservatorio spaziale russo-tedesco Spektr-RG, collocato in orbita dall'agenzia spaziale russa Roscosmos il 13 luglio 2019 dal sito di lancio di Baikonur, in Kazakistan. Il satellite è collocato su un'orbita Halo al secondo punto di Lagrange (L2), in costante opposizione al Sole rispetto alla Terra.
A causa dell'interruzione della cooperazione istituzionale tra Germania e Russia dopo l'invasione dell'Ucraina, lo strumento ha interrotto la raccolta di dati il 26 febbraio 2022.

## Descrizione
Il progetto eROSITA è stato originariamente concepito dall'ESA per la stazione spaziale Internazionale, ma dopo approfondite valutazioni, nel 2005 si è convenuto per la sua collocazione su un satellite dedicato, che avrebbe fornito risultati scientifici notevolmente migliori. Il telescopio eROSITA è basato sul progetto del telescopio ABRIXAS lanciato nell'aprile 1999, la cui missione non ebbe successo per un sovraccarico della batteria danneggiatasi tre giorni dopo l'inizio della missione.
eROSITA sta mappando la volta celeste nella banda dei raggi X per un periodo di 7 anni: l'indagine all-sky eROSITA (eRASS), ha prodotto la prima immagine dell'intero cielo nella banda 2-10 keV. Nella banda da 0,3-2 keV, si prevede che sia 25 volte più sensibile della pionieristica missione ROSAT degli anni '90 e che ne sia un efficace successore. Si prevede che eROSITA rileverà 100.000 ammassi di galassie, 3 milioni di nuclei galattici attivi e 700.000 stelle nella Via Lattea. L'obiettivo scientifico primario è misurare l'energia oscura attraverso la struttura e la cronologia dell'evoluzione dell'Universo tracciata da ammassi di galassie.
eROSITA ha effettuato l'osservazione di prima luce il 17 ottobre 2019 e ha completato la prima mappatura della volta celeste a giugno 2020.

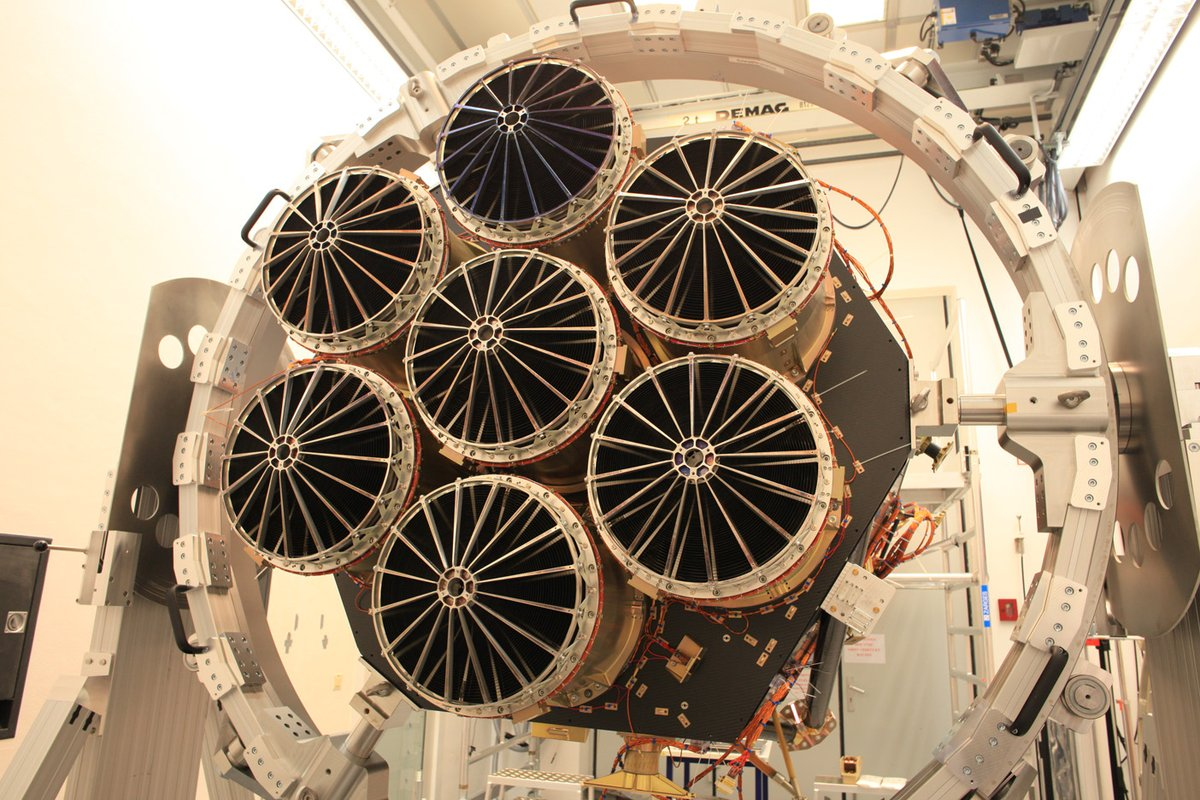
I 7 specchi dell'osservatorio

Il telescopio è costituito da sette moduli ottici speculari Wolter identici, costituiti ciascuno da 54 specchi dorati nidificati. Gli specchi sono disposti in modo da raccogliere i fotoni passanti di raggi X ad alta energia e guidarli verso le telecamere sensibili ai suddetti raggi. Le fotocamere di eROSITA vengono raffreddate a -90 °C (−130 °F; 183 K)  ed effettuano esposizioni da 150 a 200 secondi sulla maggior parte del cielo, con tempi di esposizione più lunghi ai poli.
eROSITA è stato sviluppato presso il Max Planck Institute for Extraterrestrial Physics in collaborazione con istituti di Bamberg, Amburgo, Potsdam e Tübingen. Principal investigator (PI) dello strumento è Peter Predehl, mentre a capo del progetto è il fisico Andrea Merloni. Il consorzio eROSITA coinvolge istituti tedeschi ed internazionali, e ha allacciato collaborazioni con gestori di telescopi terrestri per osservazioni di follow-up per le milioni di fonti che saranno rilevate da eROSITA.

## Ricerca e risultati scientifici
Le osservazioni della prima verifica scientifica (verification science), l'osservazione successiva alla prima luce finalizzata a testare le operazioni di un nuovo strumento o delle sue modalità operative, sono state pubblicate ad ottobre 2019; tra esse sono degni di nota spettri ad alta risoluzione della Supernova 1987a, immagini della Grande nube di Magellano e di alcuni ammassi di galassie, nonché curve di luce di un nucleo galattico attivo molto variabile
La prima indagine osservativa della intera volta celeste è stata completata a giugno 2020 e sono state catalogate 1,1 milioni di fonti, tra cui principalmente nuclei galattici attivi (77%), stelle con corona calda e magneticamente attiva (20%) e ammassi di galassie (2%), sistemi binari a raggi X luminosi, resti di supernova, regioni estese di formazione stellare ed eventi transitori come Gamma-Ray Bursts.

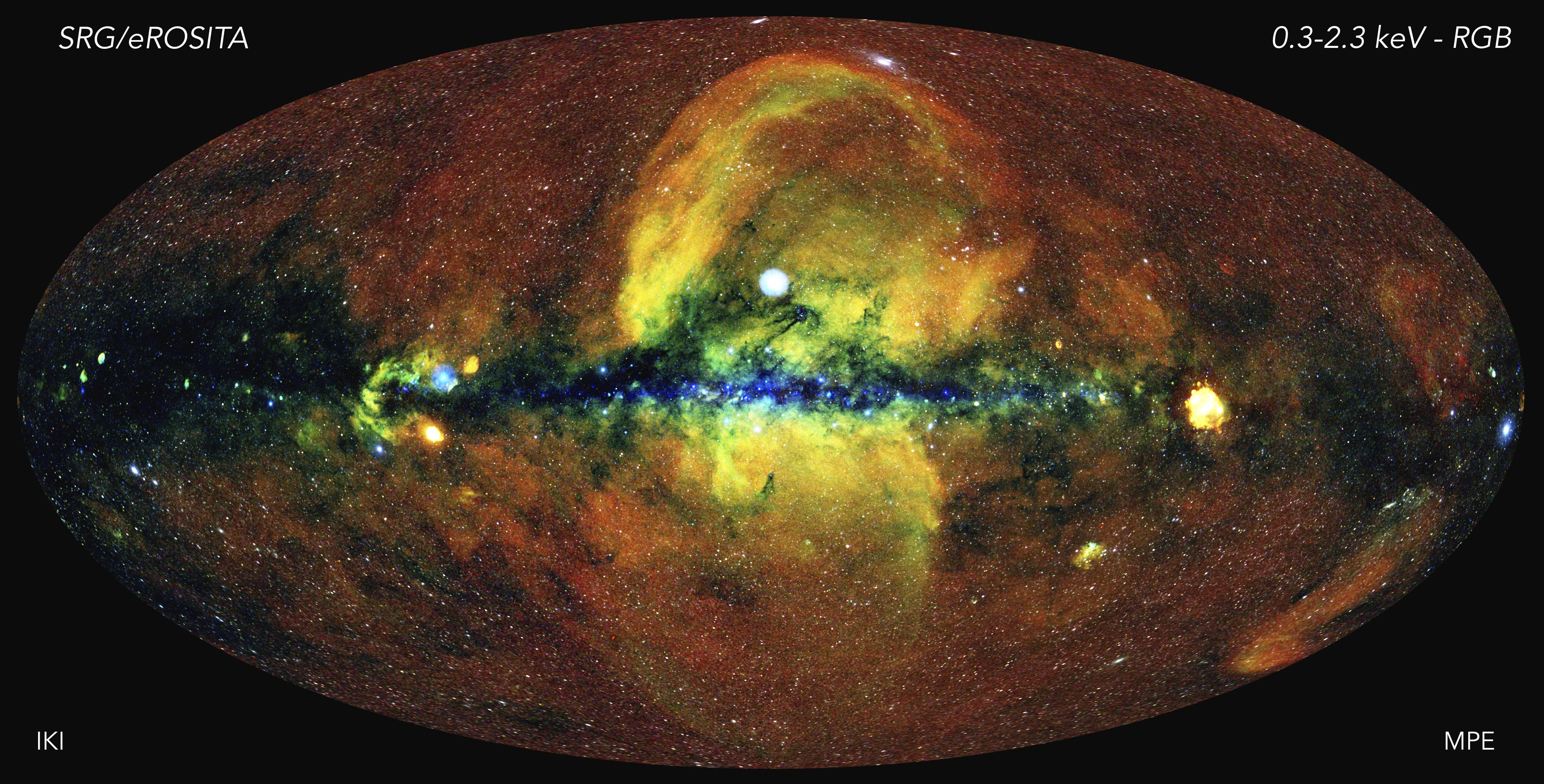
Mappa della volta celeste (eRASS) effettuata da eRosita nel 2020